# جسيم شحمي

صورة تخطيطية لجسيم شحمي مكون من ليبيدات فسفورية في محلول مائي.

الجسيم الشحمي أو الجسيم اللبيدي (بالإنجليزية: Liposome)‏ هي حويصلات كروية تملك على الأقل طبقة لبيدية مزدوجة واحدة. يمكن استخدام الجسيم الشحمي كمركبة لإدارة المغذيات والأدوية الصيدلية. يمكن تحضير الجسيمات الشحمية بتمزيق الأغشية الحيوية (عبر تقنية الصواتة مثلا).
تتكون الجسيمات الشحمية في الغالب من لبيدات فسفورية، خاصة الفسفاتيديل كولين، لكن يمكن أن تحتوي على لبيدات أخرى مثل فوسفاتيديل إيثانولامين الخاص بالبيض، طالما كانت متوافقة مع بنية اللبيد ثنائي الطبقة. قد يستعمل تصميم الجسيم الشحمي ربيطات للارتباط مع النسيج غير السليم.
أكثر أنواع الجسيمات اللبيدية شيوعا هي: حويصلة عديدة الصفيحات (MLV) ذات ليبيدات ثنائية الطبقة عديدة الطور الصفيحي، حويصلة جسيم شحمي صغيرة أحادية الصفيحية (SUV) تملك طبقة ليبيدية مزدوجة واحدة، حويصلة كبيرة أحادية الصفيحية (LUV)، والحويصلة الحلزونية. توجد هيئة أخرى من الجسيمات الشحمية المتعددة تحتوي فيها حويصلة كبيرة حويصلة أوعدة حويصلات صغيرة.
لا يجب الخلط بين الجسيمات الشحمية واليحلولات، أو المذيلات والمذيلات العكسية المكونة من طبقة أحادية.